# John O'Hurley
John George O'Hurley (Kittery, 9 ottobre 1954) è un attore, doppiatore e conduttore televisivo statunitense.
È figlio della casalinga Jean e del chirurgo John O' Hurley Sr.
Dal 1992 al 1994 è stato sposato con Eva LaRue.

## Filmografia parziale

### Attore

#### Cinema
- Night Eyes II, regia di Rodney McDonald (1991)
- Doppia immagine (Mirror Images), regia di Gregory Dark (1992)
- Love Stinks, regia di Jeff Franklin (1999)
- Firetrap - Incubo di fuoco (Firetrap), regia di Harris Done (2001)
- Avventura nello spazio (Race to Space), regia di Sean McNamara (2001)
- Mai dire sempre (Buying the Cow), regia di Walt Becker (2002)

#### Televisione
- Quando si ama
- Something Is Out There (1988)
- Santa Barbara (1990-1991)
- Scorch (1992)
- I tre volti della seduzione (1992)
- Hollywood - La valle delle bambole (1994)
- A Whole New Ballgame (1995)
- Over the Top (1997)
- Seinfeld (1995-1998)
- Pamela Churchill - Una vita tra uomini e politica (1998)
- To Tell the Truth (2000-2001) - conduttore
- The Mullets (2003-2004)
- Dancing with the Stars (2005) - concorrente
- Family Feud (2006-2010) - conduttore
- La valle dei pini (2011)
- Devious Maids - Panni sporchi a Beverly Hills (2015)

### Doppiatore
- Buzz Lightyear of Star Command (2000)
- Tarzan & Jane (2002)
- Duck Dodgers (2003-2005)
- Phineas and Ferb (2008-2015)
- Scooby-Doo! Mystery Incorporated (2010-2013)
- The Looney Tunes Show (2011-2013)
- Archibald's Next Big Thing Is Here (2021)

## Doppiatori italiani
Nelle versioni in italiano delle opere in cui ha recitato, John O'Hurley è stato doppiato da:
- Stefano De Sando in X-Files
- Pierluigi Astore in Avventura nello spazio
- Michele Kalamera in The Mentalist
- Stefano Oppedisano in K.C. Agente Segreto
- Gianni Giuliano in NCIS: Los Angeles

Da doppiatore è sostituito da:
- Fabrizio Temperini in The Looney Tunes Show